# Surani
Surani est une commune roumaine du județ de Prahova, dans la région historique de Valachie et dans la région de développement du Sud.

## Géographie
La commune de Surani est située dans le nord-est du județ, dans les collines du piémont des Carpates courbes, à 9 km à l'est de Vălenii de Munte et à 34 km au nord-est de Ploiești, le chef-lieu du județ.
La municipalité est composée des deux villages suivants (population en 1992) :
- Păcuri ;
- Surani.

## Politique
Le Conseil Municipal de Surani compte 11 sièges de conseillers municipaux. À l'issue des élections municipales de juin 2008, Marcela Cornea (PD-L) a été élu maire de la commune.
| Parti                                                | Nombre de conseillers |
| ---------------------------------------------------- | --------------------- |
| Parti démocrate-libéral (PD-L)                       | 7                     |
| Parti national libéral (PNL)                         | 2                     |
| Parti de la Nouvelle Génération - Chrétien-démocrate | 1                     |
| Parti social-démocrate (PSD)                         | 1                     |

## Religions
En 2002, la composition religieuse de la commune était la suivante :
- Chrétiens orthodoxes, 90,20 % ;
- Pentecôtistes, 7 76 % ;
- Adventistes du septième jour, 1,33 %.

## Démographie
En 2002, la commune comptait 1 868 Roumains, soit la totalité de la population. On comptait à cette date 625 ménages et 890 logements.
| 2002  | 2007  |
| ----- | ----- |
| 1 868 | 1 850 |

## Économie
L'économie de la commune repose sur l'agriculture, l'élevage (ovins) et la transformation du bois (scieries).

## Communications

### Routes
La route régionale DJ100M se dirige vers Șoimari au sud et vers Cărbunești au nord-est tandis que la DJ233 mène à Ariceștii Zeletin au nord.